# Пяшино (Новосокольнический район)
Пяшино — деревня в Новосокольническом районе Псковской области России. Входит в состав  Насвинской волости.

## География
Расположена в 45 км к северу от города Новосокольники и в 5 км к западу от бывшего волостного центра, деревни Горожане.

## Население
| 2001 | 2002 | 2010 |
| ---- | ---- | ---- |
| 98   | ↘84  | ↘65  |

Численность населения деревни по оценке на начало 2001 года составляла 98 человек.

## История
С 1995 до 2015 года деревня входила в состав ныне упразднённой Горожанской волости.